# Iskanje in reševanje
Izraz iskanje in reševanje označuje operacijo iskanja in nudenja pomoči ljudem v stiski oz. neposredni nevarnosti. Zajema vrsto postopkov, ki so odvisni predvsem terena, na katerem se operacija izvaja, npr. v gorah, na morju in v urbanih okoljih. Običajno so službe za zaščito in reševanje organizirane na državni ravni in pokrivajo ozemlje svoje države - v Sloveniji je to Uprava Republike Slovenije za zaščito in reševanje, ki deluje v sklopu Ministrstva za obrambo. Standarde iskanja in reševanja v mednarodnih vodah določa Mednarodna konvencija o iskanju in reševanju na morju, ki nalaga pomoč ljudem v stiski poveljnikom ladij, ki prejmejo klic na pomoč, dokler pri tem ne ogrožajo ladje, posadke ali potnikov.
V bojnih situacijah je iskanje in reševanje del specialnih operacij, ki jih izvajajo specialne sile, ko iščejo denimo sestreljene pilote, ki so strmoglavili v sovražnikovo zaledje in jih nato evakuirajo.